# 1,8-dinitropirene
L'1,8-dinitropirene è un nitrocomposto aromatico, presente nelle emissioni allo scarico dei motori Diesel. Ha prodotto il secondo più alto punteggio nel test di Ames, un test genetico per l'analisi della genotossicità di una sostanza, inferiore solo al 3-nitrobenzantrone, anch'esso presente nei gas di scarico dei motori Diesel.